# Coniocompsa japonica
Coniocompsa japonica is een insect uit de familie van de dwerggaasvliegen (Coniopterygidae), die tot de orde netvleugeligen (Neuroptera) behoort. 
De wetenschappelijke naam Coniocompsa japonica is voor het eerst geldig gepubliceerd door Enderlein in 1907.